# 金卜好
金卜好（?—?），《三国遗事》作宝海，5世纪新罗宗室，第十七任国王奈勿麻立干的儿子，第二十二任国王智证王的祖父。
實聖麻立干十一年（412年），高句麗長壽王遣使到新罗，称卜好秀智才藝，願與他相親。實聖王以奈勿王之子卜好，作为人質派到高句麗。訥祗麻立干二年（418年），朴堤上去高句丽，暗中接回卜好，他進入卜好住所，共謀逃跑的日期。五月十五日为期，朴堤上的船停泊在高城水口来等待。卜好稱病，數日不朝，趁夜逃出，回到新罗。

## 家族
- 父亲：奈勿麻立干
- 母亲：保反夫人金氏，味鄒泥師今之女
  - 兄长：訥祇麻立干
  - 弟弟：未斯欣
  - 弟弟：巴胡葛文王
  - 夫人：天命夫人，朴仁保之女
    - 儿子：金習寶
    - 儿媳：鳥生夫人
      - 孙子：智證王